# 盛里村
盛里村（もりさとむら）は、山梨県南都留郡にあった村。現在の都留市東部にあたる。「盛里村」という地名は、1875年（明治8年）の朝日曽雌村・朝日馬場村・与縄村の3村合併に際して村勢の繁栄を願ってつけられたという説と、護良親王ゆかりの地故に「護里」としたらどうかとの案が出たが、其れは余りにも恐れ多いため「盛」に落ち着いたという説など、諸説ある。

## 地理
- 山：高畑山、赤鞍ヶ岳、菜畑山
- 川：朝日川、大旅川、大平川

## 歴史
1681年（延宝9年）諸国と同様郡内は凶作におそわれた。特に風水害は酷く、領主秋山喬朝の措置を不十分とする郡内19村惣百姓代表7名が越訴という手段で江戸町奉行に訴えた。代表者7名は町奉行から秋元氏に引き渡され、2月25日処刑された。金井用津院や盛里村にはこのときの処刑者を弔う六地蔵が現存している。
- 1875年（明治8年）9月 - 都留郡与縄村・朝日馬場村・朝日曽雌村が合併して盛里村となる。
- 1878年（明治11年）7月22日 - 郡区町村編制法の施行により、盛里村が南都留郡の所属となる。
- 1889年（明治22年）7月1日 - 町村制の施行により、盛里村が単独で自治体を形成。
- 1954年（昭和29年）4月29日 - 谷村町・宝村・禾生村・東桂村と合併して都留市が発足。同日盛里村廃止。

### 朝日曽雌村
- 1669年（寛文9年） - 朝日七郷と称し、朝日馬場・朝日小沢・与縄・井倉・玉川・戸沢とともに一村であったが、検地を契機にして分村[6]。

### 朝日馬場村
合併前の朝日馬場村は、桂川の支流朝日川の上流を挟む山間に位置する。1669年（寛文9年）の検地までは朝日小沢・朝日曽雌・戸沢・玉川・井倉・与縄とともに朝日村の一部であったが、検地に際して分離し朝日馬場村と称した。1875年（明治8年）近村合併により盛里村の一部となった。朝日馬場の地名の由来として、護良親王の家臣である、馬場三郎兵衛が雛鶴姫を警護してこの地に安住するようになり、人名を地名として呼ぶようになった説と修験・山伏の留まる場としての「番場」が転じて馬場となった説など、諸説ある。